# Зинин, Илья Вячеславович
Илья́ Владимирович Зи́нин (род. 1978) — российский музыкальный журналист, концертный промоутер и музыкант.

## Биография
Зинин родился в Москве 25 мая 1978 года и учился в средней общеобразовательной физико-математической школе № 1180 (ныне лицей № 1580). В 2001 году он получил диплом эколога в МГТУ имени Баумана, однако по специальности работать не стал. Вступить на музыкальную стезю его вдохновила книга Артемия Троицкого «Рок-музыка в СССР».
Зинин начинал в качестве гитариста в малоизвестных коллективах («Боль разлуки», «Затерянные в космосе», «Регион-77»). В 1999 году он организовал группу «Отчуждение», игравшую депрессивную музыку в духе Swans, Joy Division и God Machine; бас-гитаристом в «Отчуждении» был Антон Димитриев. После того как проект прекратил существование, Зинин стал участником группы Verba, которая записала звуковую дорожку к немому фильму «Молчи, грусть, молчи!» в 2005 году и сотрудничала с Ольгой Пулатовой. Позднее он присоединился к коллективу Kira Lao, переехавшему из Новгорода в Москву.
С 2006 года Илья Зинин публикуется в качестве музыкального обозревателя. В марте того же года он занял должность музыкального редактора в журнале «Ровесник» и оставался на ней до октября 2007 года. С августа 2006 года он сотрудничает с российским изданием Rolling Stone, где вёл постоянную рубрику «Русское поле экспериментов», в которой открывал широкой публике андеграундных музыкантов из России. Впоследствии он стал регулярно рецензировать пластинки в Rolling Stone и российском Billboard. Его статьи также публиковались на портале «Звуки.ру», в «Российской газете», «Time Out Москва» и других изданиях. Для энциклопедии «Кто есть кто в российской рок-музыке» (2009) Зининым был подготовлен материал о группе «Общежитие».
Зинин также получил известность как концертный промоутер, занимался организацией концертов западных исполнителей, среди которых Woven Hand, The National, Calla, iLiKETRAiNS и другие. Он занимал должность директора по связям с общественностью в московских клубах «Апельсин» и Ikra; с 2010 года работает промоутером в China-Town-Cafe. Зинин был номинирован на премию «Степной волк» в категории «Катализатор» в 2011 году. Известно также, что он был директором группы «Телевизор», тесно сотрудничал с коллективами Theodor Bastard, «Последние танки в Париже», «Театр яда».